# Вулиця Тампере
Ву́лиця Та́мпере — вулиця в Дніпровському районі міста Києва, житловий масив Соцмісто. Пролягає від Регенераторної вулиці до проспекту Миру.
Прилучаються проїзд на вулиці Березневу та Вифлеємську, проспект Соборності. Поблизу перетину з проспектом — перерва у проляганні вулиці Тампере, пов'язана з особливостями рельєфу (насип).

## Історія
Вулиця виникла наприкінці 50-х років XX століття під назвою Нова, з 1957 року — Чорноводська. Сучасна назва на честь фінського міста Тампере, побратима Києва — з 1961 року.

## Зображення

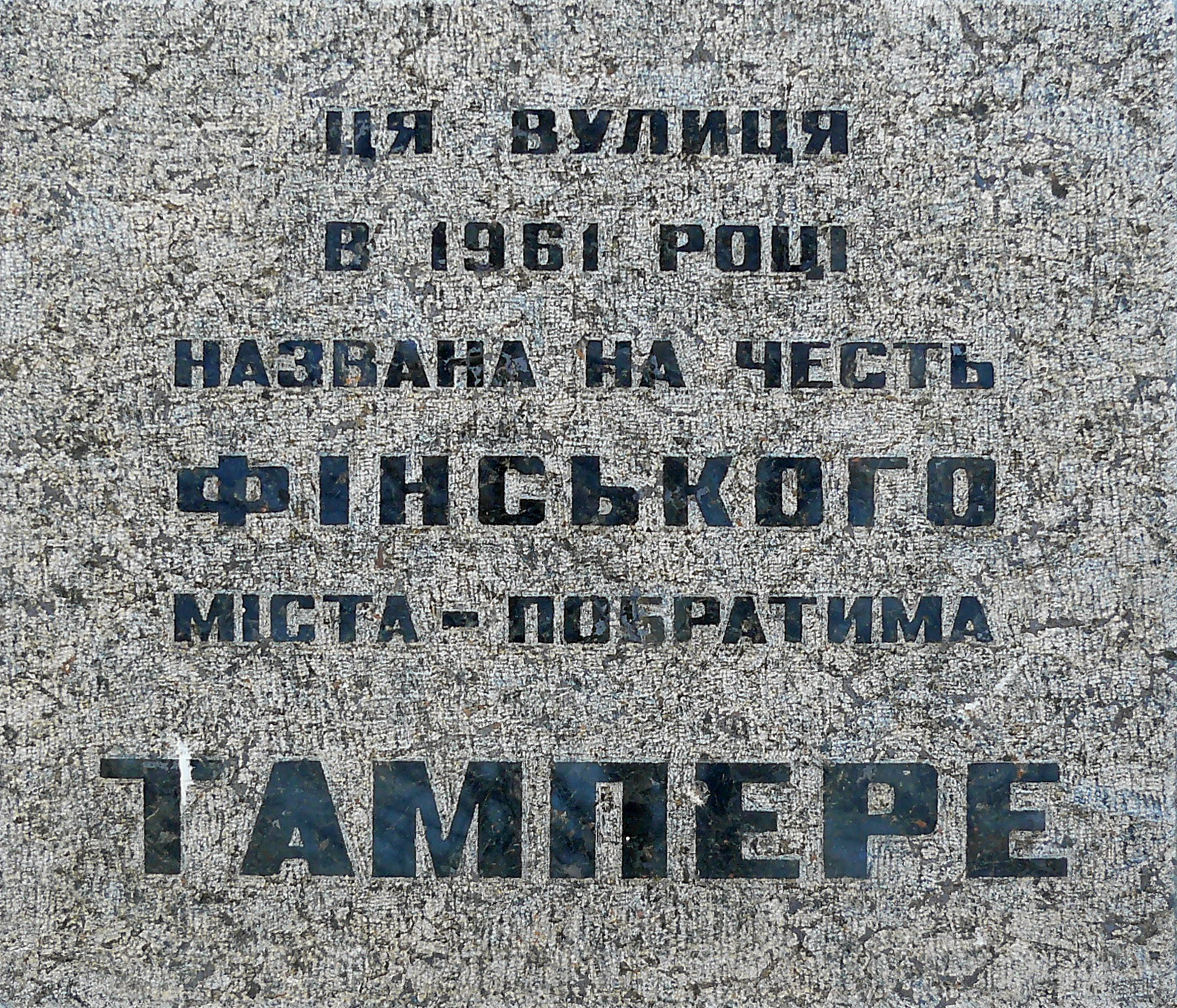
Анотаційна дошка
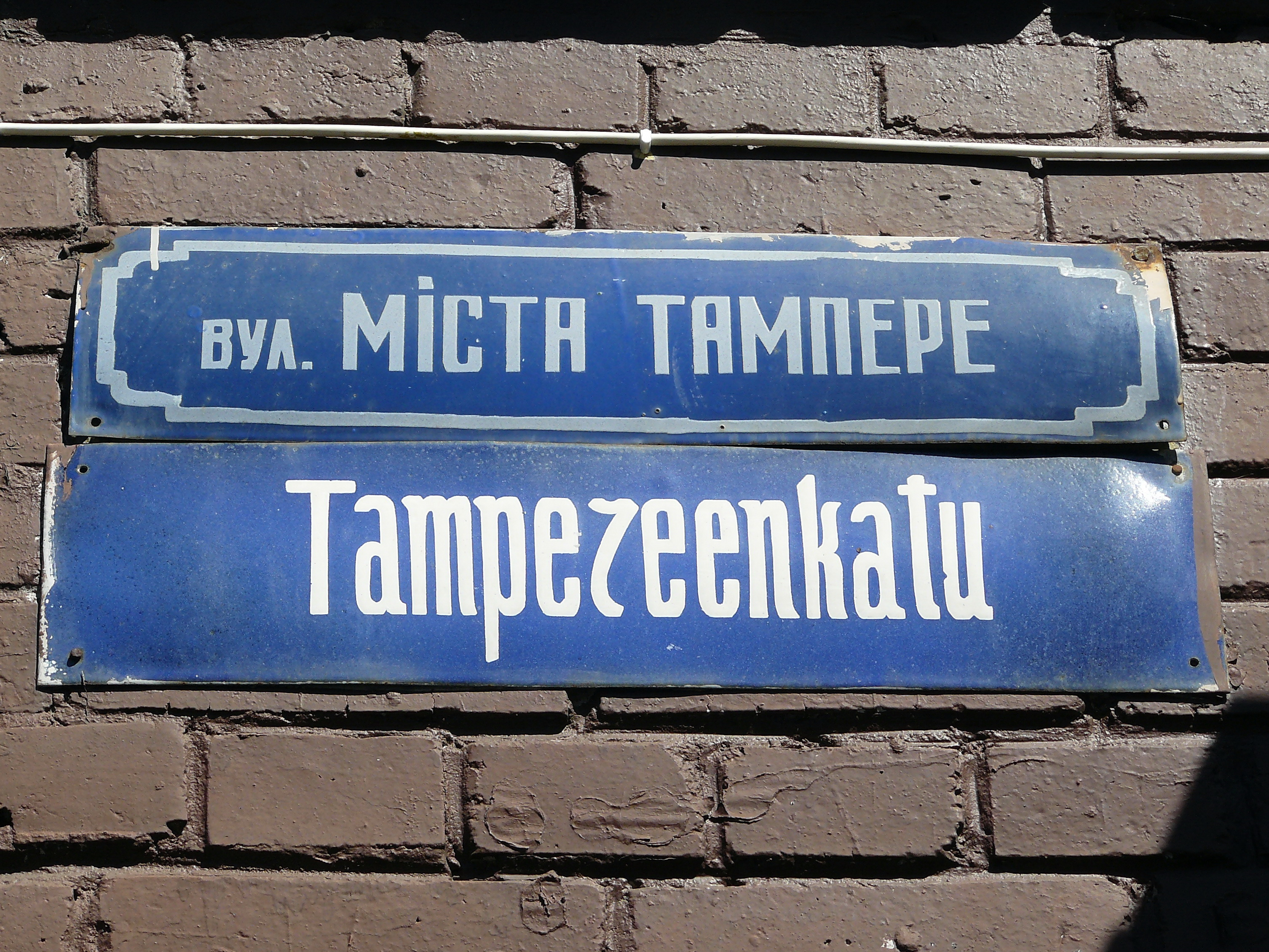
Вуличний покажчик, продубльований фінською
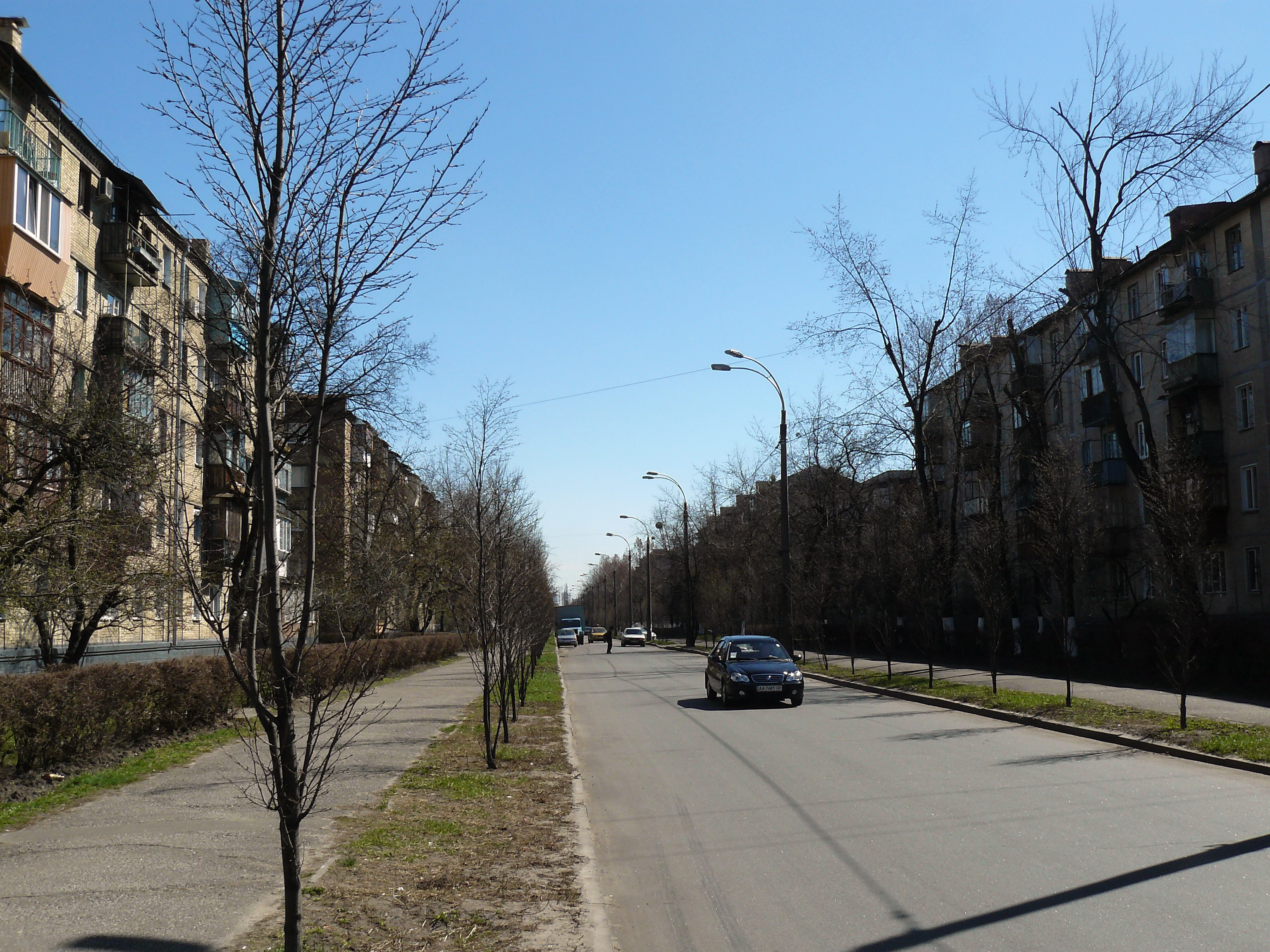
З боку проспекту Миру
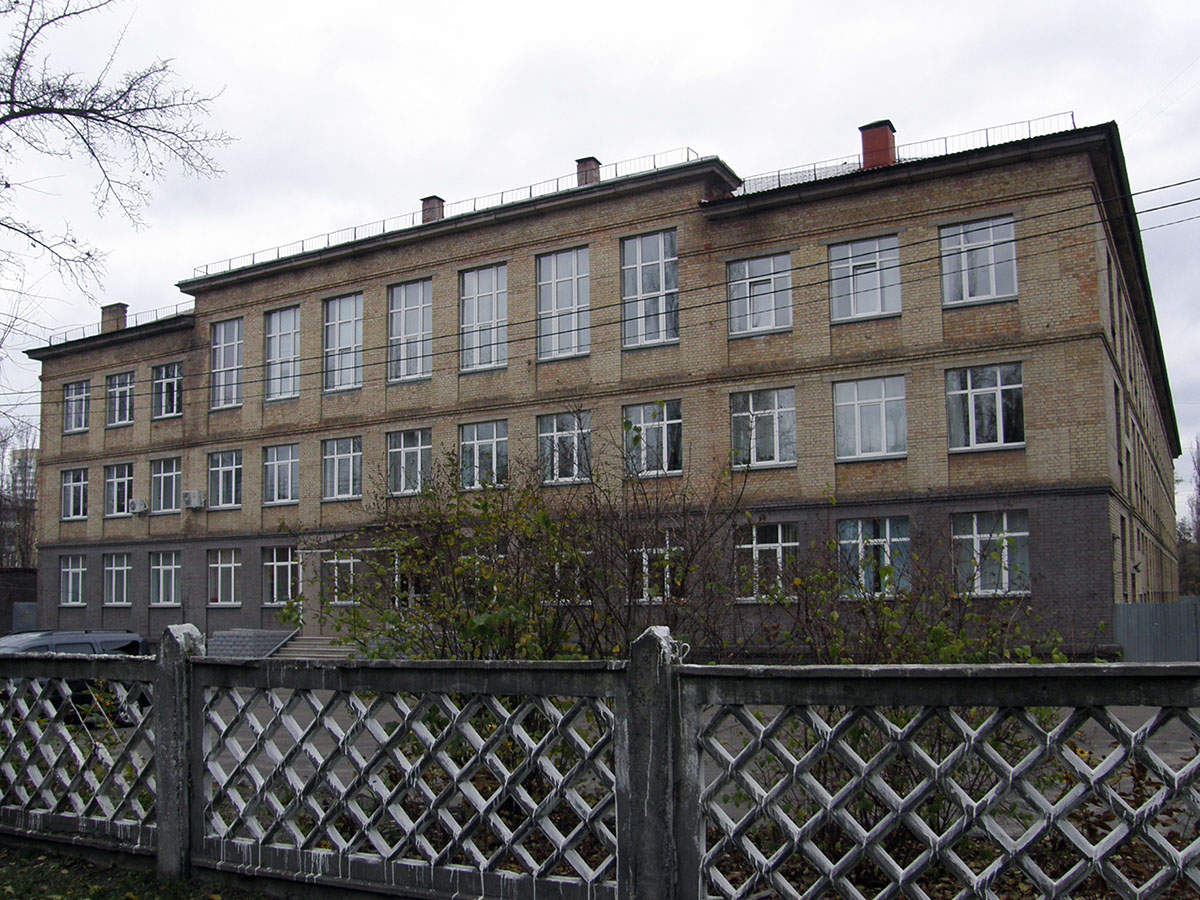
№ 9 – Дніпровський технічний ліцей, типовий проєкт 2-02-73
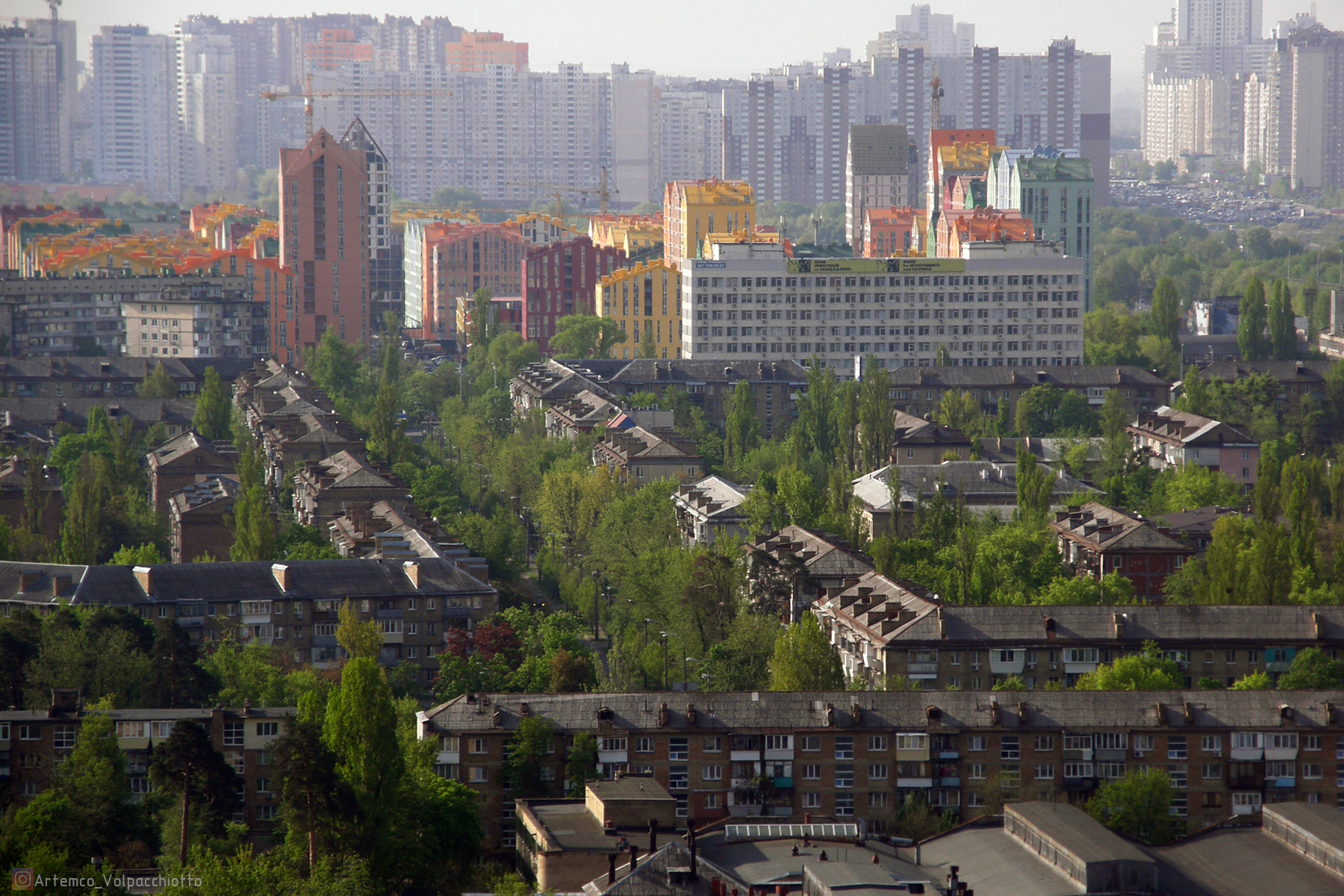
вулиця Тампере навесні